# オンナラブリー
オンナラブリーはテレビ東京系『ピラメキーノ』内で結成された、パラパラ音楽ユニット。

## 概要
- テレビ東京系列の夕方子供番組『ピラメキーノ』内で結成されたユニット。
- はんにゃの金田哲がさとプーとして女装でギャルの格好に扮し、ゆりプー（近田祐理子）とみかプー（仲村美香）がバックで踊る。

## ユニット名の由来
- オンナラブリー名義で活動した最初の楽曲が「オナラ」に纏わる（歌詞の「オ・ナ・ラ・ブリ」と「女 Lovely」とひっかけている）ことからこのユニット名が付いた。

## メンバー
さとプー
金田哲（かなださとし、1986年2月6日 - ）が変装
愛知県出身、B型、みずがめ座、身長178cm、体重60kg
オンナラブリーのリーダー兼ボーカル。帰国子女で幼い頃は海外に在住していた。はんにゃの金田哲とは顔が良く似ている幼馴染と言う設定。
ゆりプー
近田祐理子（こんだゆりこ、1988年5月27日 - ）
青森県出身、O型、双子座、168cm、44kg
オンナラブリーのダンサー。立ち位置はさとプーの右。
みかプー
仲村美香（なかむらみか、1987年5月19日 - ）
東京都出身、B型、牡牛座、156cm、38kg
オンナラブリーのダンサー。立ち位置はさとプーの左。
現在カラコンブランドのアンコンのメインモデルを務めている。

## 経歴

### 2009年
- 11月2日 『ピラメキーノ』内で「Onaraはずかしくないよ」が放送
- 12月7日 BGMのいくつかが変更（終曲部で入る副旋律が変わったり、さとプーの歌声にエフェクトがなくなった）
- 12月21日 クリスマス（inディファ有明）の生放送でCDデビュー（ピラメキたいそうとの両A面）を発表。

### 2010年
- 1月30日 『月刊MelodiX!』（#87、テレビ東京ローカル）出演
- 2月2日 『うたばん』（TBS系）に「オンナラブリーとピラメキーノの仲間たち」として出演（はんにゃの川島章良とフルーツポンチ(亘健太郎・村上健志)も登場）。3人は「ピラメキたいそう」の体操着姿に扮し、ピラメキパンダを伴って登場。オンナラブリーが『Onara はずかしくないよ』を披露中に村上が特殊効果でシャボン玉噴射を担当し、川島は仲本工事のモノマネ、亘はほふく前進をして邪魔をしていた。
- 2月10日 デビューシングル『Onaraはずかしくないよ』発売
- 8月25日 2ndシングル『Punchしたっていいんだよ』発売

### 2011年
- 6月7日 『コクリマクリスティ』初披露
- 7月27日DVD発売

## ディスコグラフィー

### シングル
1. 「ピラメキたいそう/Onaraはずかしくないよ」（2010年2月10日発売）
  - 「ピラメキたいそう」は「はんにゃ、フルーツポンチ」名義。
2. 「Punchしたっていいんだよ」（2010年8月25日発売）

## 出演

### テレビ
- MUSIC JAPAN（2010年8月22日、NHK総合）出演

### WEB
- オンナラブリー モッテコ書店 （2010年08月25日）